# Спасеният език
„Спасеният език. Историята на една младост“ (на немски: Die gerettete Zunge. Geschichte einer Jugend) е първи том от автобиографична поредица на австрийския писател от еврейски произход Елиас Канети (1905 – 1994), публикуван през 1977 г. Другите два тома са „Факел в ухото“ (1980) и „Игра с очи“ (1985).
Елиас Канети получава Нобелова награда за литература през 1981 година за цялостното си творчество.

## Описание
Книгата „Спасеният език“ разказва за неговото детство. Основната мисъл в тези ранни спомени е за превода от езика на детството на езика на настоящето, от езика на преживяванията и вълненията на езика на логоса и рационалното. Канети потвърждава тезата, че когато един човек твърде рано напусне родното си място, запомня повече елементи и събития, отколкото ако беше останал там още дълго време. Може би за самата еврейска душа характерно е търсенето и съхраняването на времето – Марсел Пруст, Анри Бергсон са добри примери за това. От значение е и описанието, което той прави на родния си град Русе (наричан от него Русчук), както и на българите. Книгата се състои от пет части – Русе (1905 – 1911), Манчестър (1911 – 1913), Виена (1913 – 1916), Цюрих-Шойхцерщрасе (1916 – 1919), Цюрих-Тифенбрунен (1919 – 1921).

### Русчук
Канети започва спомените си с думите: „Русчук, в долното течение на Дунава, където съм се родил, беше чудесен град за едно дете и ако кажа, че той беше в България, давам непълна представа за него, тъй като там живееха хора от най-различен произход и само за един ден можеха да се чуят седем или осем езика“. Родителите му са образовани хора, завършили във Виена и дори участвали в представленията на русенския театър, който по това време е любителски. Майка му е от рода Ардети, а баща му – от рода Канети, идващ от Истанбул. Предшествениците им през 1492 г. биват изгонени от Испания и се заселват в Османската империя, за която Канети пише, че се отнасяла към евреите по-добре, отколкото към християните. В резултат на това повечето евреи продължавали да бъдат турски поданици. Спомените на Канети от Русе не са много, но са впечатляващи – разказ за убийство от ревност, за Халеевата комета, за пожар, за една детска закачка, можеща да има фатални последици. Той споделя: „Всичко, което преживях по-късно, вече се бе случило в Русчук“.
Масите
Първите му спомени присъстват ярко в негови произведения, вълнуват го темите за масите от хора и за смъртта. Канети казва по този въпрос: „Има много малко лошо, което не бих могъл да кажа за човека и човечеството. И все пак аз така се гордея с него, че истински мразя само само неговия враг, смъртта“. До края на живота си той остава непримирим враг на идеята, че у човека е заложен нагон към смъртта.
Страхът
Малкият Канети научава български език и част от българския фолклор от малките слугинчета, дошли от близките села. Той ги описва така: „Те ходеха боси из къщата и винаги бяха усмихнати, нямаха кой знае колко работа, вършеха всичко заедно и бяха първите ми другари в игрите“. Те му разказват за вълците, прекосявали заледения Дунав, за върколаците и всички заедно се сгушват в един ъгъл на стаята и треперят от страх. Канети си спомня колко много се е плашил от циганите, които всяка събота нахлували в двора, за да просят, и си тръгвали с хубави ястия и дори дърва (и за успокоение на момчето в торбите им нямало малки деца). Това е първата тълпа, която той разглежда през живота си.
Пожарът и Кометата
В Русе Канети вижда за пръв път пожар. Гледката се запечатва в паметта му и по-късно във Виена той се спира потресен пред картина на Брьогел, в която открива същата сцена, същите образи. Появата на Халеевата комета също предизвиква масова паника. Всички говорят за края на света, дори в нощта на явлението някой казва, че няма нужда децата да си лягат, нали настъпва свършекът на света.
Смъртта
Ето как описва Канети и разказа на майка си за убийството в квартала: „Недалеч от нас бяха къщите на заможните турци. Познаваха се по тесните решетки на прозорците, сложени да пазят жените. Първото убийство, за което чух в живота си, беше убийство от ревност, извършено от един турчин. На отиване към дядо Ардити минавахме с мама покрай една такава къща, тя ми показваше високо горе решетките и казваше, че там горе стояла туркинята и погледнала към българин, който минавал по улицата. Тогава дошъл турчинът – мъжът ѝ – и я пробол с нож. Не мисля, че по-рано действително съм схващал какво е мъртвец, но по време на тази разходка го усетих, хванал ръката на мама. Попитах я дали туркинята, която бяха намерили на пода в локва кръв, никога вече не е станала. „Никога! – извика тя – Никога! Тя била мъртва! Разбираш ли!“
В края на главата за Русе Канети описва две неприятни случки с по-голямата си братовчедка Лаурика, на която той веднъж се подиграл, че не може да чете добре, а тя от своя страна не му давала да погледне нейните тетрадки. Елиас грабнал веднъж брадвата и тръгнал да убива (по думите му) Лаурика. Така и го намерили, докато викал и търчал с брадвата из двора. Лаурика му го върнала по-късно, като го бутнала в казан с гореща вода. Малкият Канети се разминал на косъм от смъртта – причината да оздравее, както смята той, е появата на баща му, който бил заминал за Манчестър да урежда преселването им.
Преселването
Семейството решило да напусне Русе, от една страна заради тираничното отношение на дядо Канети, а от друга – заради ориенталщината в града. Дядо Канети ги проклина пред всички, и може би клетвата достига до бащата на Елиас, защото през 1912 г. той умира от сърдечен удар, прочитайки във вестника за избухналата Балканска война. Канети разказва и друга версия за причината на тази смърт – вероятна извънбрачна връзка на майка му. Така или иначе, в Манчестър той забравя българския език, научава английски и немски и в съзнанието му остават само спомени от едно може би изгубено детство.
Отново в Русчук
През 1915 г. Канети пътува до България с майка си, посещава Русе и Варна. Майка му дори изрича думите: „Така е тук. Една благословена страна. И това е култура, никой не трябва да се срамува, че се е родил тук.“ След един проливен дъжд във Варна обаче тя се ядосва, защото файтонът им затъва в дупки, и изрича: „Същите улици както и по-рано. Това е ориенталщина. Тези хора никога няма да научат нещо“.